# Morgan Roadster

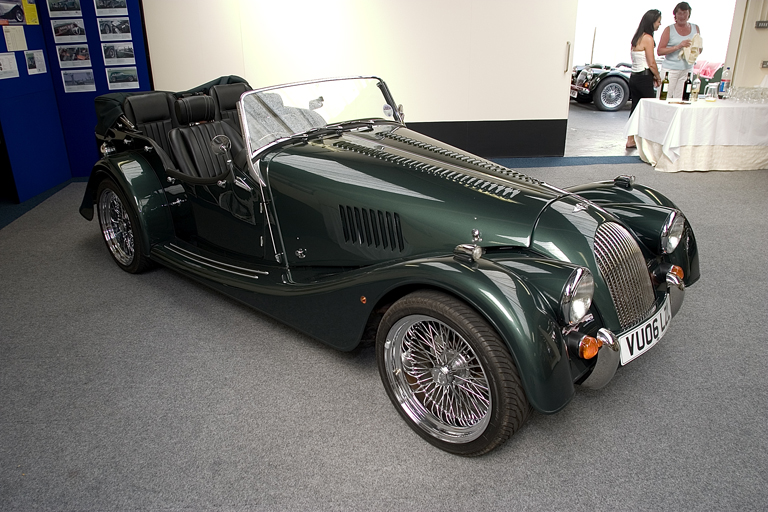
Morgan Roadster

De Roadster is het topmodel van het klassieke Britse automerk Morgan, voorzien van een 3 liter V6 Ford motor. Dit is de opvolger van de legendarische Morgan Plus8, die na 2003 niet meer geproduceerd is. De motor levert 203 pk, wat ervoor zorgt dat de auto in 4,9 seconden van 0 naar 100 km/h sprint. De Roadster is naar eigen wens en smaak samen te stellen, net als de Morgan Plus4.